# Liskovská jaskyňa
Liskovská jaskyňa – jaskinia krasowa pochodzenia rzecznego w masywie góry Mních (696 m n.p.m.) na Liptowie, w północnej Słowacji. Długość korytarzy 4150 m, rozpiętość pionowa 74 m (stan na 30.6.2007).

## Położenie
Jaskinia położona jest na terenie wsi Lisková, na północny wschód od Rużomberku. Rozwinięta jest w najbardziej na wschód wysuniętym fragmencie masywu góry Mních. Główne wejście, w formie dużego portalu eksponowanego na południowy wschód, jest dobrze widoczne z szosy i linii kolejowej koło Liskovej.

## Charakterystyka
Portal wejściowy w kształcie elipsy o wysokości 4 m i szerokości 1,3 m znajduje się na wysokości 500 m n.p.m., 8 m ponad poziomem rzeki Wag. Bezpośredniego dostępu do niego broni jednak skalna ściana wysokości ok. 6 m. Dostęp do jaskini umożliwia specyficzny „przedsionek” skierowany ku południowemu zachodowi, wychodzący na długą na 8 m galerię doprowadzającą przed wejście.
Jaskinia powstała w szaroniebieskich (do ciemnoszarych) wapieniach środkowego triasu, tzw. guttensteinskich, biało żyłkowanych żyłkami kalcytu, zaliczanych do płaszczowiny choczańskiej. Pomimo znacznej sumarycznej długości korytarzy zajmuje jedynie niewielki obszar w kształcie prostokąta o wymiarach 100 x 120 m. Przedstawia rozbudowany labirynt korytarzy usytuowanych na czterech głównych poziomach, usytuowanych jeden nad drugim i połączonych ze sobą licznymi studniami i ukośnymi tunelami. Wynika to stąd, że cały system jaskiniowy został utworzony przez boczne ramię Wagu, który w okresie czwartorzędu wieloma etapami wcinał się w podłoże, tworząc kolejne piętra jaskini odpowiadające terasom rzecznym. Największymi komorami jaskini są Veľká sieň o długości 75 m i największym przekroju 10x10 m (objętość ok. 5600 m³) oraz Jánošíkova sieň o długości 40 m i maksymalnym przekroju 10x10 m (objętość ok. 1000 m³).
Obecnie przez jaskinię nie przecieka żaden tok wodny. Posiada ona dość ubogą szatę naciekową. Zniszczona i powyłamywana w głównych korytarzach i salach (Archeologická chodba, Zrútený dom, Guanový dóm), zachowała się ona w dobrym stanie jedynie w trudniej dostępnych fragmentach jaskini. Najbogatszą szatą charakteryzuje się sala o nazwie Horná snemovňa na czwartym (najwyższym, najstarszym i najtrudniej dostępnym) piętrze jaskini – częściowo zawalona wielkimi blokami skał opadłymi ze stropu jaskini i pokrytymi naciekami.
Oprócz głównego portalu jaskinia ma jeszcze 5 innych, bocznych wejść, znajdujących się na zachód od niego. Temperatura w jaskini, praktycznie stała w ciągu całego roku, wynosi 7–8 °C.

## Znaczenie archeologiczne
Wejście do jaskini przyciągało uwagę człowieka od czasów prehistorycznych. Świadczy o tym duża ilość znalezisk archeologicznych, zarówno tych pochodzących z paleolitu, jak i należących do kultury puchowskiej i czasów rzymskich. Wspominał ją już słowacki polihistor Matej Bel w swym dziele Notitia Hungariae novae historico-geographica (Wiedeń 1736). Pomimo iż wnętrze jaskini było od XVIII w. penetrowane przez miejscową ludność i poszukiwaczy „skarbów”, stała się ona miejscem szeregu ważnych odkryć archeologicznych. Właśnie tu w drugiej połowie XIX w. prowadzone były pierwsze badania speleoarcheologiczne na ówczesnych Węgrzech (niestety, metodami uniemożliwiającymi dziś precyzyjne datowanie ówczesnych znalezisk). W czasach współczesnych jaskinię badali m.in. geolog prof. Ján Volko-Starohorský oraz speleolog dr Anton Droppa.
Najstarsze artefakty w postaci kamiennych, łupanych narzędzi pochodzą z późnego paleolitu. W 1997 r. w jednym z bocznych korytarzy w pobliżu Jánošíkovej sieni odkryto kultowy obiekt z ludzkimi szczątkami. Znalezione fragmenty ceramiki z charakterystycznymi, wypukłymi guzkami na powierzchniach, uczyniły z jaskini pierwsze stanowisko kultury lendzielskiej na Liptowie. Pomiędzy najważniejsze odkrycia współczesnej speleoarcheologii słowackiej należy wpisać odkrycie w Liskovskiej Jaskini w 1993 r. niewielkiej, miedzianej rzeźby przedstawiającej wołu w zaprzęgu, datowanej na 4 tysiąclecie p.n.e. Jej unikalność polega na tym, że nie ma ona na Słowacji odpowiednika wśród innych artefaktów z tego okresu, a także na tym, że jest to najstarsze w ogóle metalowa rzeźba, przedstawiająca zwierzę zaprzęgowe.
Przed wejściem do jaskini odkryto liczne ślady osadnictwa, zaliczane do kultury puchowskiej.

## Fauna jaskini
W Jaskini Liskovskiej stwierdzono dotychczas 12 gatunków nietoperzy. W latach 70. XX w. jaskinia była jednym z najważniejszych w tej części Słowacji zimowisk nocka dużego i nocka ostrousznego. Zarówno liczba gatunków jak i liczność tutejszej kolonii rozrodczej nocka rudego czynią obecnie jaskinię (wraz z systemem Jaskiń Demianowskich) najważniejszymi punktami na chiropterologicznej mapie Liptowa.
Stosunkowo uboga jest jaskiniowa fauna bezkręgowców. Głównie są to gatunki powierzchniowe, które przenikają do przywejściowych części jaskini, rzadziej zaś gatunki typowo troglofilne. Są wśród nich m.in. zaleszczotek Neobisium muscorum, skoczogonki Plutomurus carpaticus i Arrhopalites pygmaeus oraz pająk Clubiona pallidula. W mokrych, gliniastych sedymentach żyje wilgociolubna dżdżownica Octolasium lacteum. Godnym odnotowania jest znalezienie tu jaskiniowej formy skoczogonka z rodziny Megalothorax, nowej dla nauki.

## Ochrona jaskini
Jaskinia Liskovska została objęta ochroną jako chroniony twór przyrody (słow. chránený prírodný výtvor) rozporządzeniem ministerstwa kultury Republiki Słowackiej nr 7453/976 z dnia 30 października 1976 r. Powierzchnia ochronnego pasma wyniosła 18,07 ha. Ustawa nr 287/1994 o ochronie przyrody i środowiska (słow. O ochrane prírody a krajiny) przekategoryzowała obiekt na pomnik przyrody (słow. prírodná pamiatka), zaś rozporządzenie ministerstwa środowiska przyrodniczego Republiki Słowackiej nr 393 z 1996 r. podniosło jego rangę do narodowego pomnika przyrody (słow. národná prírodná pamiatka). W pasmie ochronnym obowiązuje 4. stopień w pięciostopniowej skali ochrony przyrody.

## Turystyka
Jaskinia nie jest udostępniona do zwiedzania, a jej wejście jest zamknięte.